# Темирівці
Теми́рівці — село в Івано-Франківському районі Івано-Франківської області. Входить до складу Галицької міської громади.

## Історія
Згадується 10 січня 1452 року в книгах галицького суду.
13 лютого 1546 року король Сигізмунд I Старий надав село відомому польському письменнику та релігійно-політичному діячу Миколаєві Рею. У 1634 році село посідав відомий вояк Станіслав Гурський (Stanisław Górski) гербу Побог, чоловік Анни Збідневської.
Як варіант у деяких джерелах (в тому числі офіційних) зустрічається написання «Темерівці».
1 серпня 1934 в межах адміністративної реформи в ІІ Речі Посполитій із тогочасних сіл було створено ґмін з центром у Блюдниках та складався з наступних сіл: Дорогів, Залуква, Колодіїв, Крилос, Курипів, Острів, Перлівці, Пукасівці, Селище, Суботів, Святий Станислав і Темирівці. 
17 січня 1940 р. ґміну ліквідували, а територія увійшла до новоствореного Галицького району. Ґміна була відновлена на час німецької окупації з липня 1941 р. до липня 1944 р. Станом на 01.03.1943 населення ґміни становило 4 146 осіб.
1 червня 2018 року відбулося відкриття наметового містечка при спортивно-оздоровчому комплексі Галицької ДЮСШ.

## Відомі люди
- Барановський Ярослав — український націоналіст, з 1933 — секретар Проводу ОУН, довірена особа Євгена Коновальця.
- Олекса Дубельовський «Олень» — керівник служби безпеки куреня «Скажені»[8].
- Умриш Зеновій — «Юрко», «Партизан») — український націоналіст, 1921—1945 р. Старший булавний УПА сотня «Летуни» та «Хорти»[9][10].